# European Stock 600 Series
De European Stock 600 Series is een kampioenschap in de motorsport. Het is onderdeel van het landenkampioenschap Acceleration 2014, wat bestaat uit verschillende autosport- en motorsportklassen en wordt georganiseerd door het Nederlandse International Sport Racing Association. Het evenement bevat naast de ACC600 de autosportklassen Formula Acceleration 1, MW-V6 Pickup Series en Legend SuperCup en de motorsportklasse European Stock 1000 Series. Het is een vergelijkbaar concept met de A1 Grand Prix, waarbij elk team een land vertegenwoordigt. Het is niet verplicht dat de coureur uit hetzelfde land komt als het team.

## Opzet
In de raceweekenden zijn er twee vrije trainingen op vrijdag. Op zaterdag zijn er twee kwalificaties die samen de startopstelling voor de race op zondag vormen. Deze race wordt voorafgegaan door een warming-up.

## Kalender
| Ronde | Circuit             | Data          |
| ----- | ------------------- | ------------- |
| 1     | Circuito de Navarra | 2-4 mei 2014  |
| 2     | Slovakiaring        | 4-6 juli 2014 |

- De raceweekenden op het Circuit Zolder, het Circuit Paul Ricard en het Automotodrom Grobnik werden op 27 juni 2014 afgelast.
- Het raceweekend op de Hungaroring werd op 21 augustus 2014 afgelast.
- Tijdens het raceweekend op het TT Circuit Assen tussen 17 en 19 oktober 2014 werd deze klasse vervangen door de OW Cup, waarvan de rijders niet gemachtigd waren om punten te scoren voor dit kampioenschap.

## Deelnemers
| Team                         | Motor           | Nr.                | Coureur                       | Ronden |
| ---------------------------- | --------------- | ------------------ | ----------------------------- | ------ |
| Slovakia Racing Team         | Yamaha          | 3                  | Kudlik Roman                  | 2      |
| Slovakia Racing Team         | Yamaha E6       | 13                 | Grman Pavol                   | 2      |
| Marbicarreras                | Yamaha R6R      | 4                  | Arkaitz Biota Llano           | 1      |
|                              | Yamaha YZF 56   | 5                  | Enrique Carreras Pinto        | 1      |
| Yamaha R6R                   | 30              | Dolors Ros Janoher | 1                             |        |
| Motor Club Cirbon            | Kawasaki ZXR6   | 8                  | Joaquin Chivite Cornago       | 1      |
| Motor Club Cirbon            | Honda 600 F     | 68                 | Jesus Jimenez Navascues       | 1      |
| Zero Project                 | Yamaha R6R      | 18                 | Miguel Garcia Gutierrez       | 1      |
| C.D.M. Tron-A2               | Suzuki GSXR 600 | 19                 | Cristina Juarranz Chamarro    | 1      |
| C.D.M. Tron-A2               | Kawasaki ZXR6   | 21                 | Aurelio Hernandez Herrera     | 1      |
| Cibeles Racing-Pallantia Box | Yamaha R6R      | 26                 | Pedro Perez Soto              | 1      |
| Cibeles Racing-Pallantia Box | Yamaha R6R      | 74                 | Jesus Ordás Aguado            | 1      |
| Motoclub Balaz               | Suzuki          | 27                 | Bielik Jozef                  | 2      |
| Sport                        | Suzuki GSXR 600 | 33                 | Jose Manuel Martinez Gonzalez | 1      |
| Villar Racing Team           | Yamaha R6R      | 34                 | Sergio Villar Azofra          | 1      |
| Vapenka Racing Team          | Yamaha          | 36                 | Kris Milan                    | 2      |
| Bolueta Sport                | Kawasaki Z800   | 52                 | Jorge Marcaida Zugazaga       | 1      |
| J57FRT                       | Yamaha R6       | 57                 | Josu Nuñez Yurrita            | 1      |
| Dorsal 23                    | Yamaha R6R      | 67                 | Valentin Carroza              | 1      |
| Balines Racing               | Yamaha R6R      | 93                 | Juan Carlos Perez Tapia       | 1      |
| Pacos Team                   | Honda CBR 2008  | 96                 | Paco Morales Aibar            | 1      |

## Uitslagen
| Ronde | Circuit             | Datum  | Pole position      | Snelste ronde    | Winnend coureur    |
| ----- | ------------------- | ------ | ------------------ | ---------------- | ------------------ |
| 1     | Circuito de Navarra | 4 mei  | Paco Morales Aibar | Pedro Perez Soto | Paco Morales Aibar |
| 2     | Slovakiaring        | 6 juli | Kudlik Roman       | Kudlik Roman     | Kudlik Roman       |

## Kampioenschap

### Puntensysteem
| Positie | 1e | 2e | 3e | 4e | 5e | 6e | 7e | 8e | 9e | 10e | 11e | 12e | 13e | 14e | 15e |
| Punten  | 25 | 20 | 16 | 13 | 11 | 10 | 9  | 8  | 7  | 6   | 5   | 4   | 3   | 2   | 1   |

- Coureurs hoeven niet te finishen om in aanmerking te komen voor punten.

### Coureurs
| Pos | Coureur                       | No. | Motor    | NAV | SVK | Punten |
| --- | ----------------------------- | --- | -------- | --- | --- | ------ |
| 1   | Paco Morales Aibar            | 96  | Honda    | 1   |     | 25     |
| 2   | Kudlik Roman                  | 3   | Yamaha   |     | 1   | 25     |
| 3   | Jesus Ordás Aguado            | 74  | Yamaha   | 2   |     | 20     |
| 4   | Grman Pavol                   | 13  | Yamaha   |     | 2   | 20     |
| 5   | Pedro Perez Soto              | 26  | Yamaha   | 3   |     | 16     |
| 6   | Bielik Jozef                  | 27  | Suzuki   |     | 3   | 16     |
| 7   | Valentin Carroza              | 67  | Yamaha   | 4   |     | 13     |
| 8   | Juan Carlos Perez Tapia       | 93  | Yamaha   | 5   |     | 11     |
| 9   | Sergio Villar Azofra          | 34  | Yamaha   | 6   |     | 10     |
| 10  | Josu Nuñez Yurrita            | 57  | Yamaha   | 7   |     | 9      |
| 11  | Enrique Carreras Pinto        | 5   | Yamaha   | 8   |     | 8      |
| 12  | Aurelio Hernandez Herrera     | 21  | Kawasaki | 9   |     | 7      |
| 13  | Cristina Juarranz Chamarro    | 19  | Suzuki   | 10  |     | 6      |
| 14  | Jose Manuel Martinez Gonzalez | 33  | Suzuki   | 11  |     | 5      |
| 15  | Jorge Marcaida Zugazaga       | 52  | Kawasaki | 12  |     | 4      |
| 16  | Dolors Ros Janoher            | 30  | Yamaha   | 13  |     | 3      |
| 17  | Joaquin Chivite Cornago       | 8   | Kawasaki | 14  |     | 2      |
| 18  | Jesus Jimenez Navascues       | 68  | Honda    | 15  |     | 1      |
| 19  | Arkaitz Biota Llano           | 4   | Yamaha   | 16  |     | 0      |
| -   | Miguel Garcia Gutierrez       | 18  | Yamaha   | DSQ |     | 0      |
| -   | Kris Milan                    | 36  | Yamaha   |     | WD  | 0      |
| Pos | Coureur                       | No. | Motor    | NAV | SVK | Punten |

- Coureurs vertrekkend van pole-position zijn vetgedrukt.
- Coureurs met de snelste raceronde in cursief.